# Adèle de Selvesse
Adèle de Selvesse (auch Adèle de Selnesse) war eine französische Adlige. Sie gründete Ende des 10. oder im 11. Jahrhundert die nordfranzösische Gemeinde Ardres.

## Leben
Adèle de Selvesse, über die u. a. der französische Chronist Lambert von Ardres berichtet, war eine Nichte von Frameric (auch Framericus), Bischof von Thérouanne (amtierte 964–995). Als reiche Waise besaß sie zahlreiche Lehen wie Peuplingues, Gebiete der Kirche von Bonningues sowie Ländereien im Gebiet von Hondschoote. Da sie von ihrem Nachbarn und Lehensherrn, dem Grafen von Guînes, unter Druck gesetzt wurde, einen seiner Vertrauten zu heiraten, und nicht offen zu widersprechen wagte, wandte sie sich hilfesuchend an ihren Onkel Frameric. Auf dessen Rat trat sie ihm alle ihre Güter ab und wurde so seine Vasallin. Damit stand sie auch unter dem Schutz des Bischofs. Frameric vermählte seine Nichte nun mit einem im Gebiet von Furnes ansässigen Ritter namens Herred (oder Herebert oder Herard). Dieser hatte den Spitznamen Crangroc, was so viel wie „umgedrehtes ‚Gewand“ bedeutet, weil er eines Tages mit einem verkehrt angezogenen Gewand in der Öffentlichkeit erschienen sein soll. Der Bischof schenkte seiner Nichte und ihrem Gatten mehrere Ländereien, u. a. das Dorf Clerques, Comecques (möglicherweise identisch mit Coyecques), Helbodeshen (wohl nahe Longvilliers) und weitere Güter im Boulonnais. Adèle und Herred ließen sich in Selvesse nieder und erreichten schließlich eine Aussöhnung mit dem Grafen von Guînes. Herred wurde Pair der Kirche von Morins, die zum Bistum Thérouanne gehörte.
Zu den Besitztümern Adèles gehörte ein Stück Grünland, auf dem sich die Einheimischen oft zum Zeitvertreib trafen und auch dem Alkohol zusprachen. Adèle und ihr Gemahl genehmigten den Bau neuer Häuser rund um dieses Wirtshaus. Allmählich entwickelte sich der Ort zu einem bedeutenden Marktflecken, der den Namen Ardres (= „Wiese“, „Weide“) bekam. Allerdings starb Herred, ehe er sein Residenzschloss in Ardres errichten konnte. Auf Anraten des Bischofs und ihrer Freunde heiratete Adèle in zweiter Ehe Elbodon, den Bruder des Burgvogts von Bergues, und begründete so die Dynastie der Herren von Ardres. Sie gebar ihrem zweiten Gemahl den Sohn und Nachfolger Arnould I. († um 1093/94). Adèle starb lange vor Elbodon und wurde wie dieser auf dem Friedhof der Kirche Saint-Omer in Ardres bestattet.